# Abraxas sibilloides
Abraxas sibilloides là một loài bướm đêm trong họ Geometridae.